# Park Środula
Park Środula – park miejski w Sosnowcu, usytuowany przy końcowym fragmencie ul. 3 Maja, pomiędzy osiedlem Środula ul. Norwida, dzielnicą Zagórze ul. Blachnickiego, a ulicą gen. Zaruskiego o powierzchni 10,038 ha w terenach zagospodarowanych a wraz z przyległymi zadrzewieniami pozbawionymi regularnych alejek około 45 ha. W całości położony na zboczu wzgórza (295 m n.p.m.), ze sztucznym stokiem o wysokości 319,5 m n.p.m. którego rozległy szczyt stanowi punkt widokowy na panoramę okolicy. 
U podnóża wzgórz ciąg starych drzew wyznacza bieg dawnego traktu drogowego prowadzącego do Krakowa, potem ul. Małe Zagórze. W północno-wschodniej części znajduje się niewielki zbiornik wodny. Teren parku porastają ciągi niskich, przycinanych krzewów i drzew. Roślinność w całości typu nasadzeniowego, w całości nasadzona partiami po 1991.   
Park w sezonie zimowym pozwala uprawiać narciarstwo i snowboard. Latem używany do celów kolarstwa górskiego, nordic walking, moutainboard i biegania.

## Infrastruktura
- Stok Narciarski Środula[6]
- Ścieżki piesze i rowerowe[6];
- Siłownia plenerowa[7][8];
- Park Street Workout do ćwiczeń kalistenicznych[9][10];
- Ogrodzony wybieg dla psów o powierzchni 2340 m²[11];
- Ogrodzony, drewniany plac zabaw dla dzieci[5];
- Ogród jordanowski z trzema strefami podzielonymi według kategorii wiekowej[12].

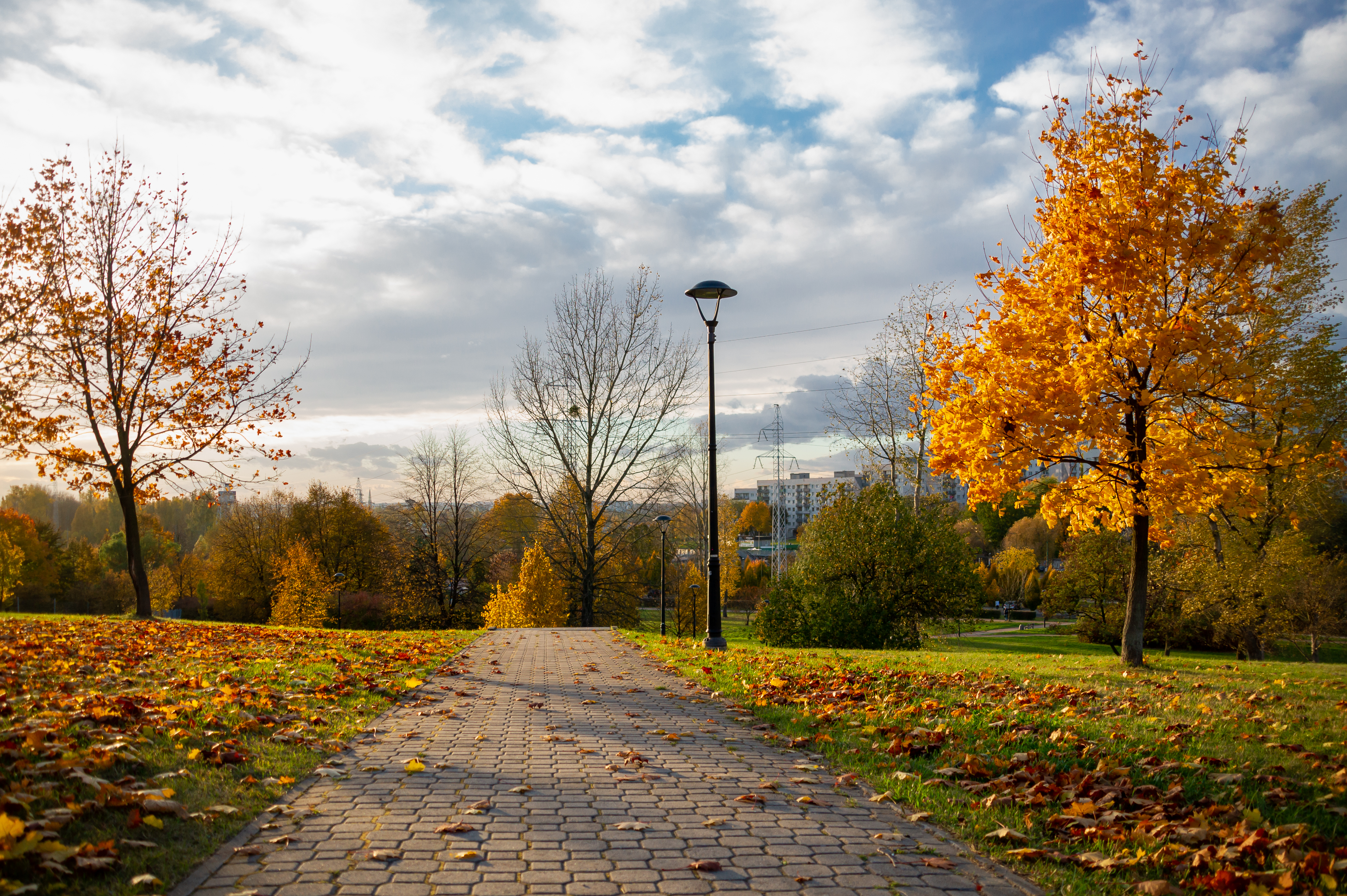
Jesień w Parku
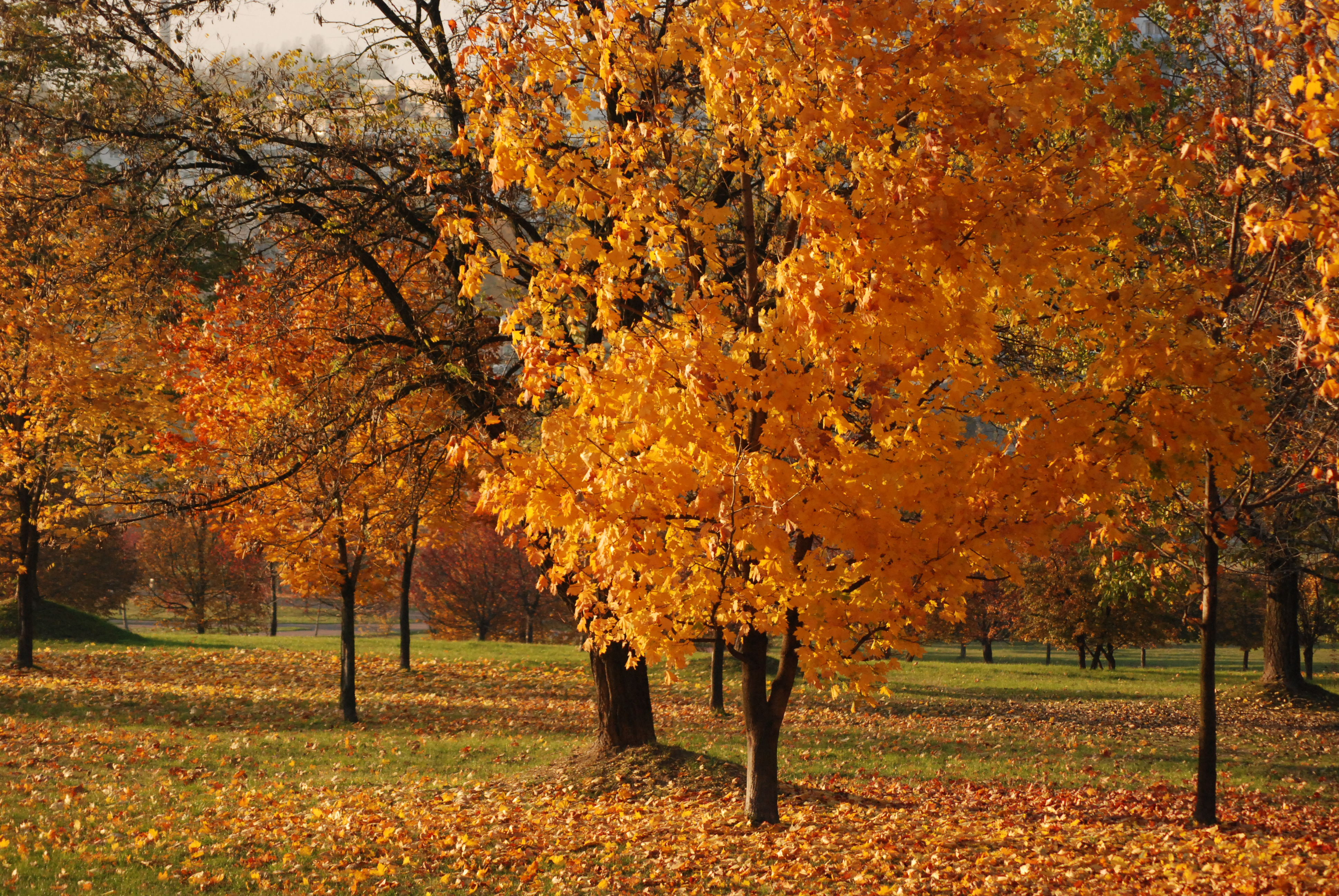
Jesień w Parku
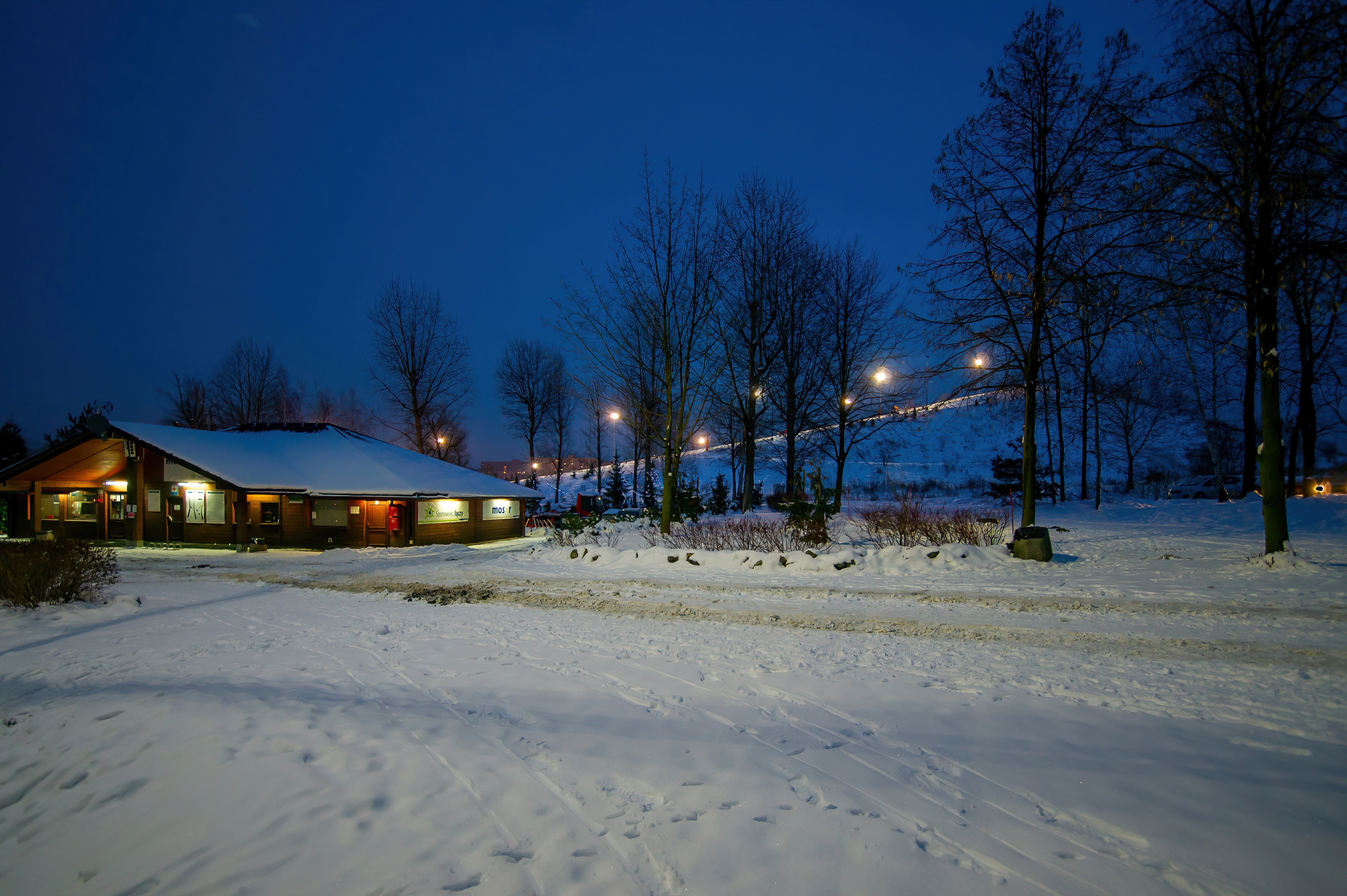
Ośrodek narciarski
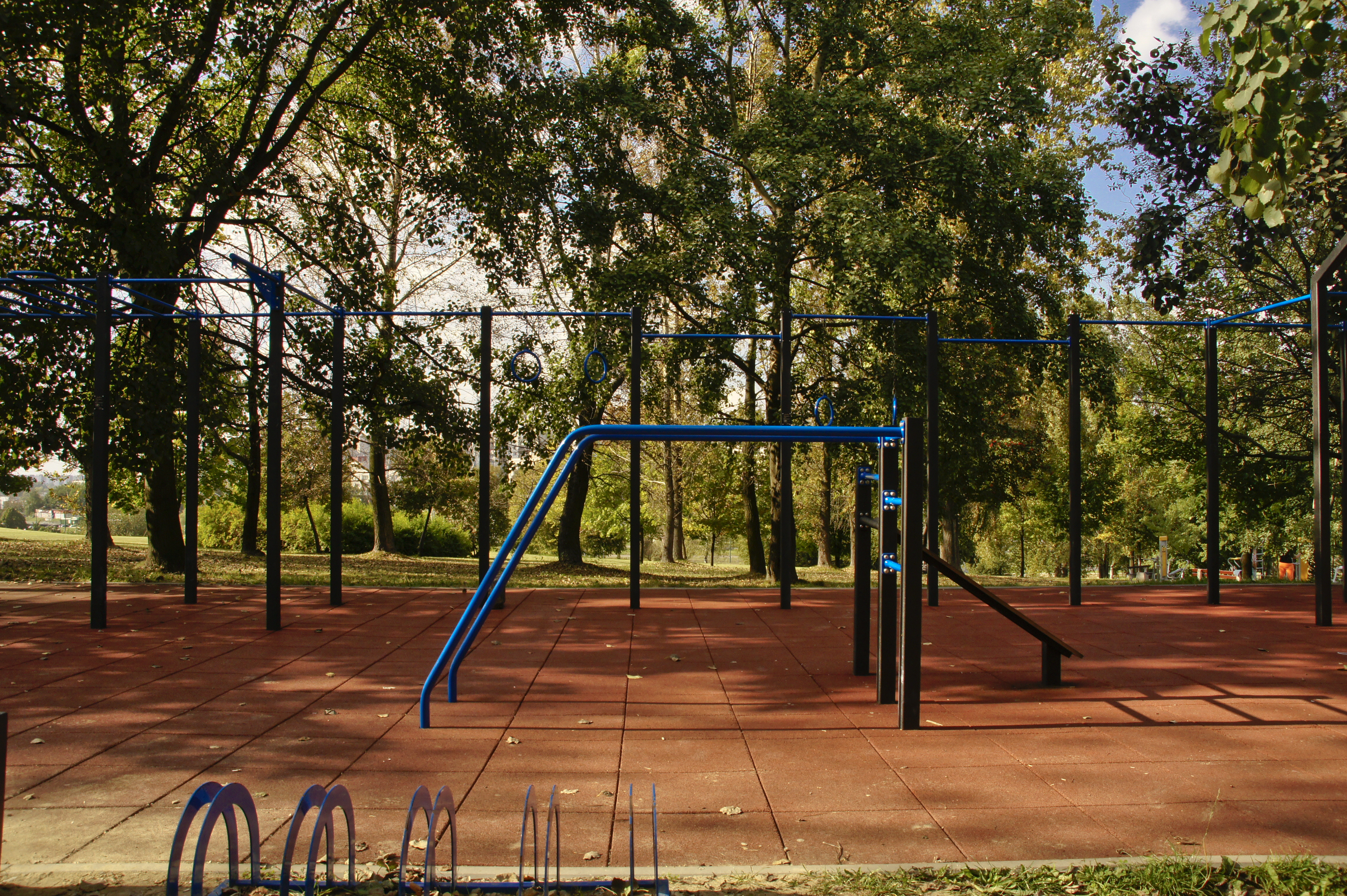
Strefa street workout
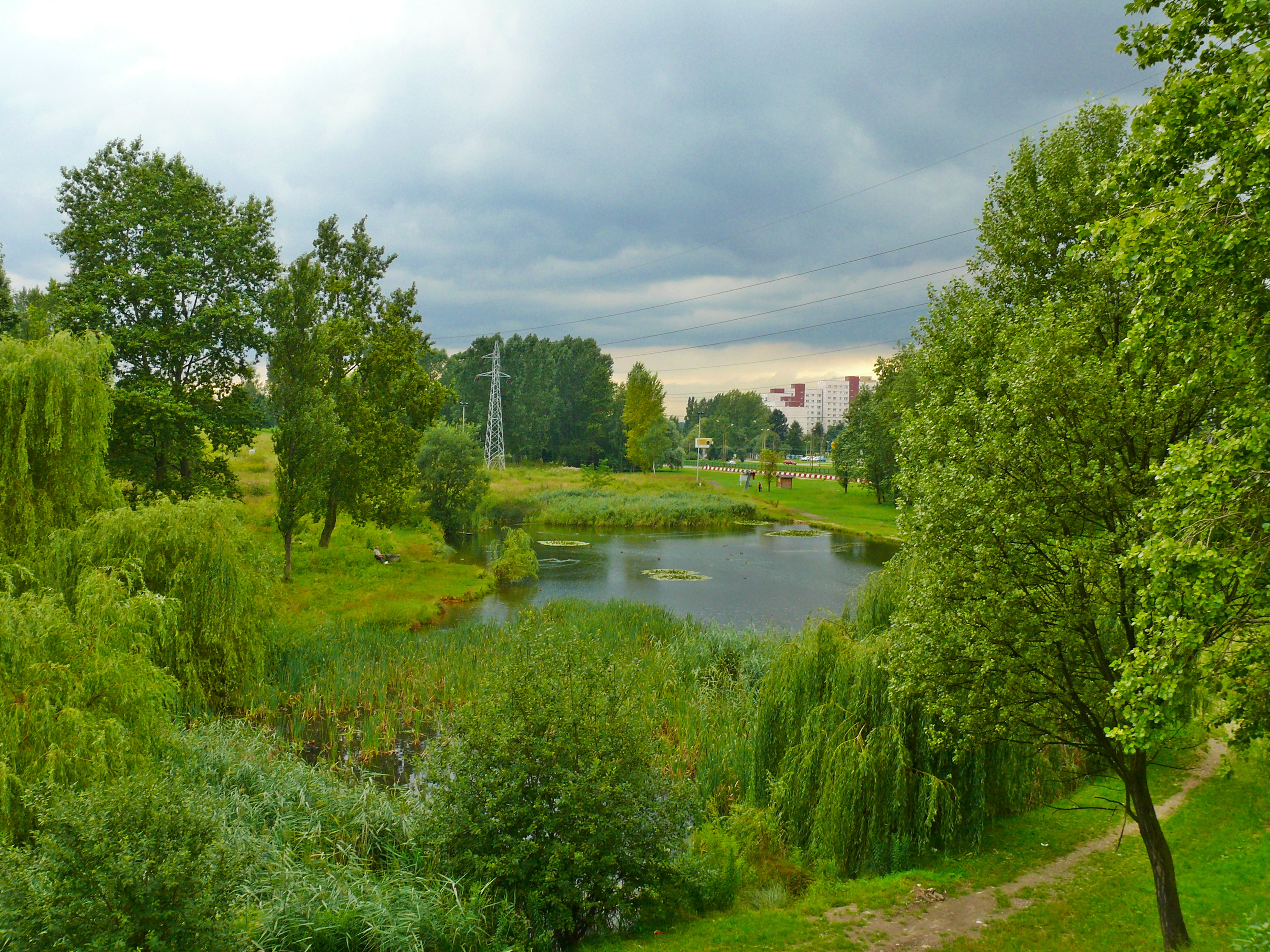
Staw Forek
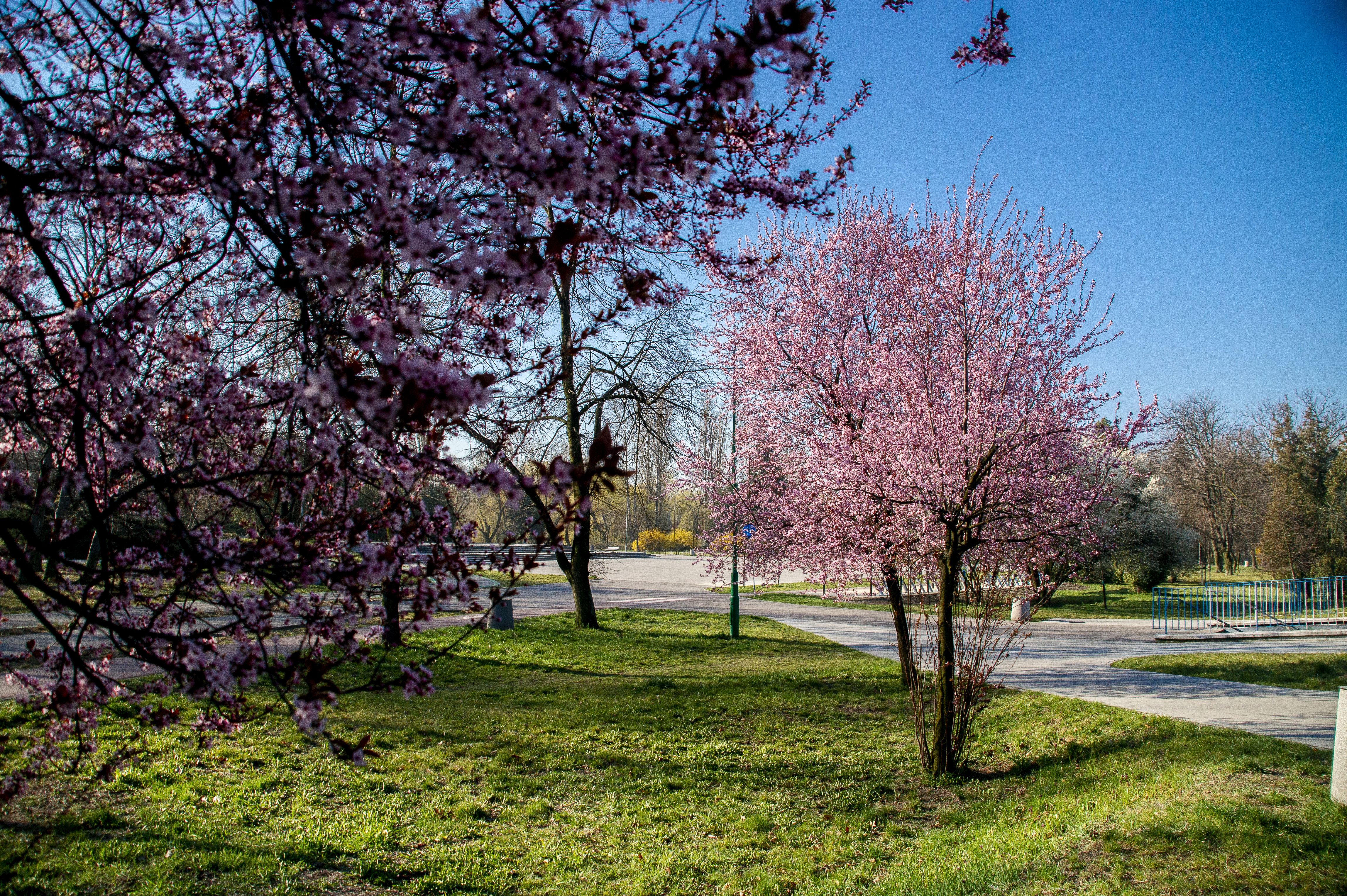
Wiosna w parku
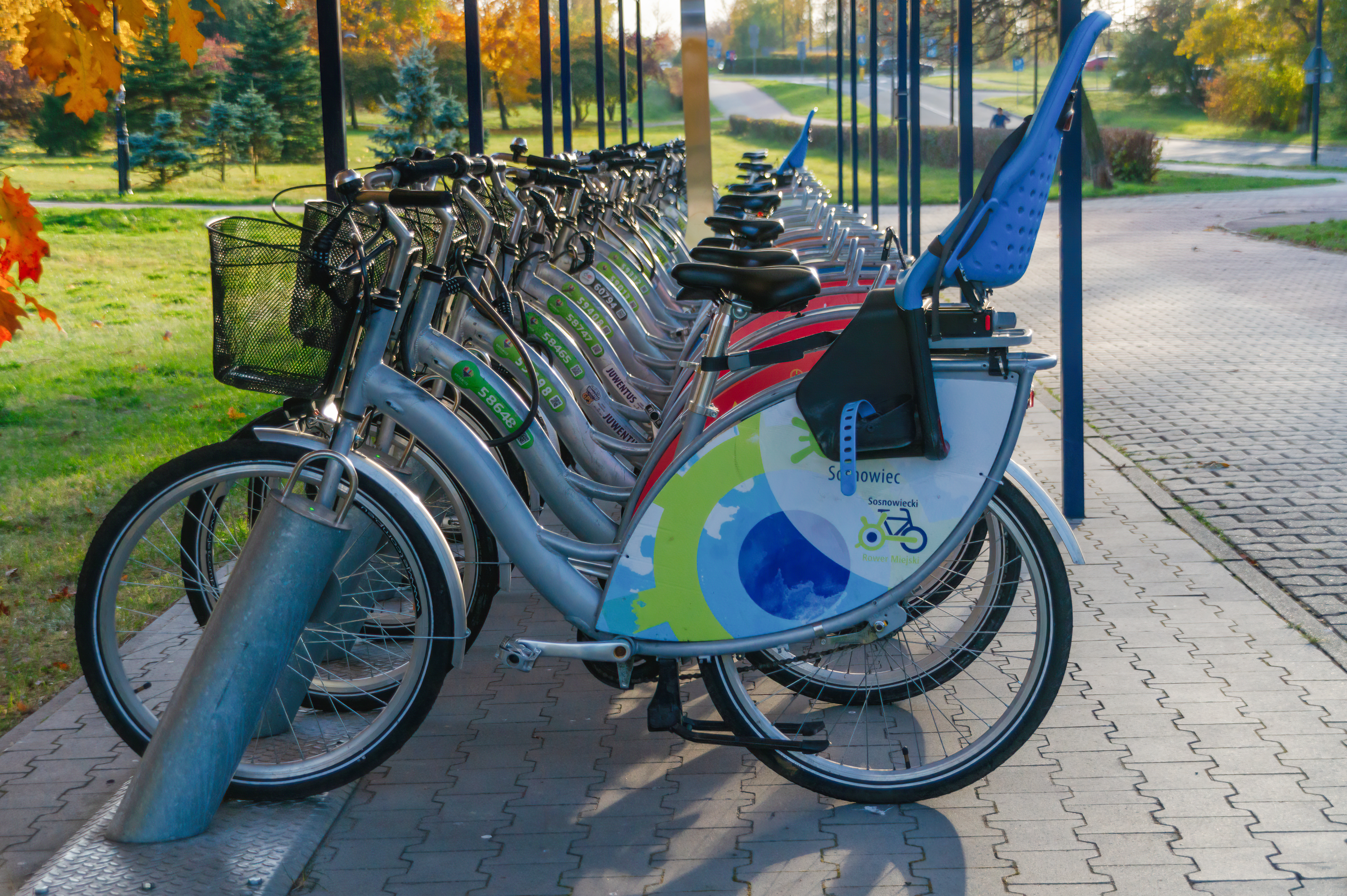
Stacja Sosnowieckiego Roweru Miejskiego
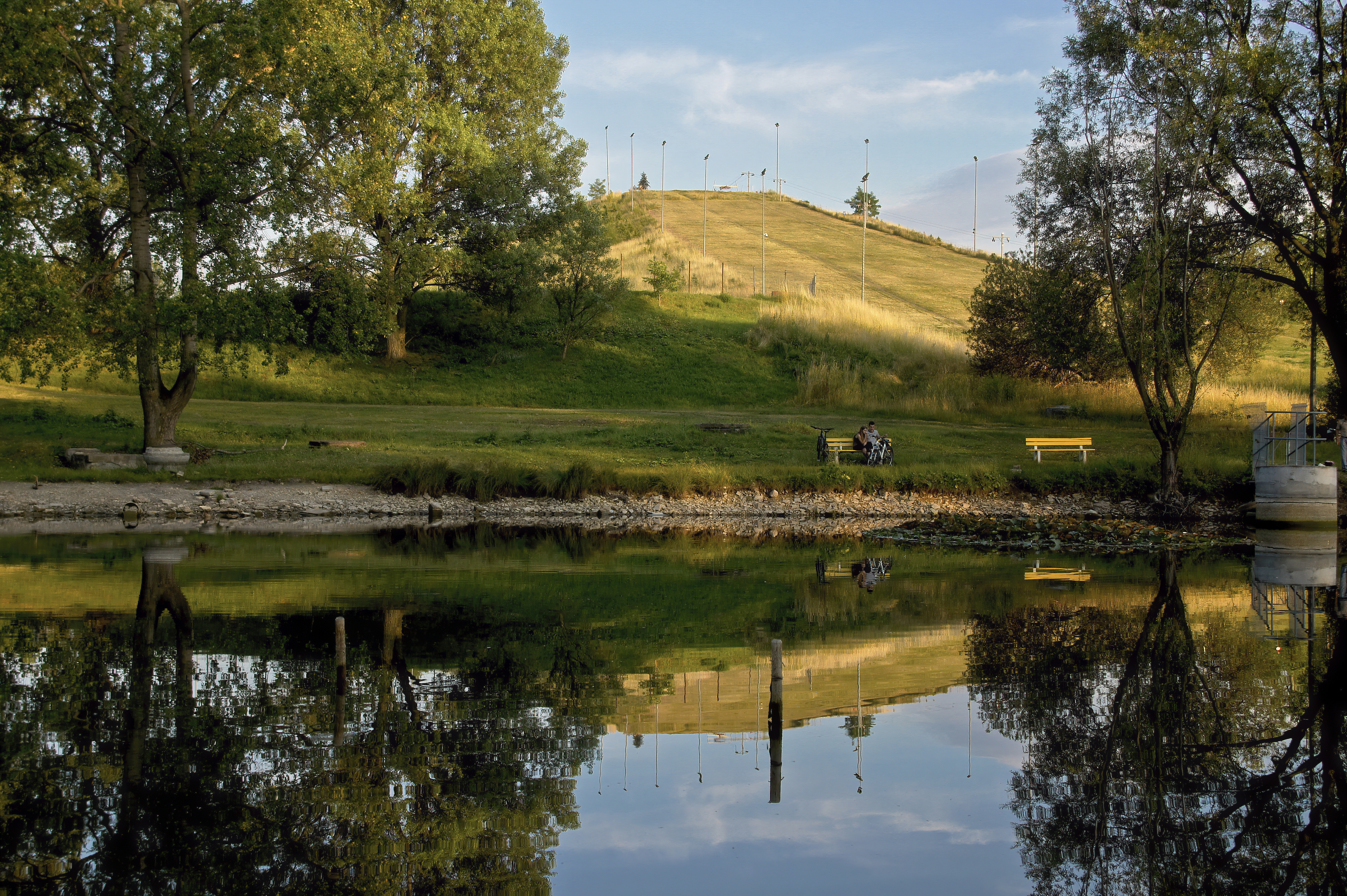
Górka Środulska ze stokiem narciarskim i staw Florek
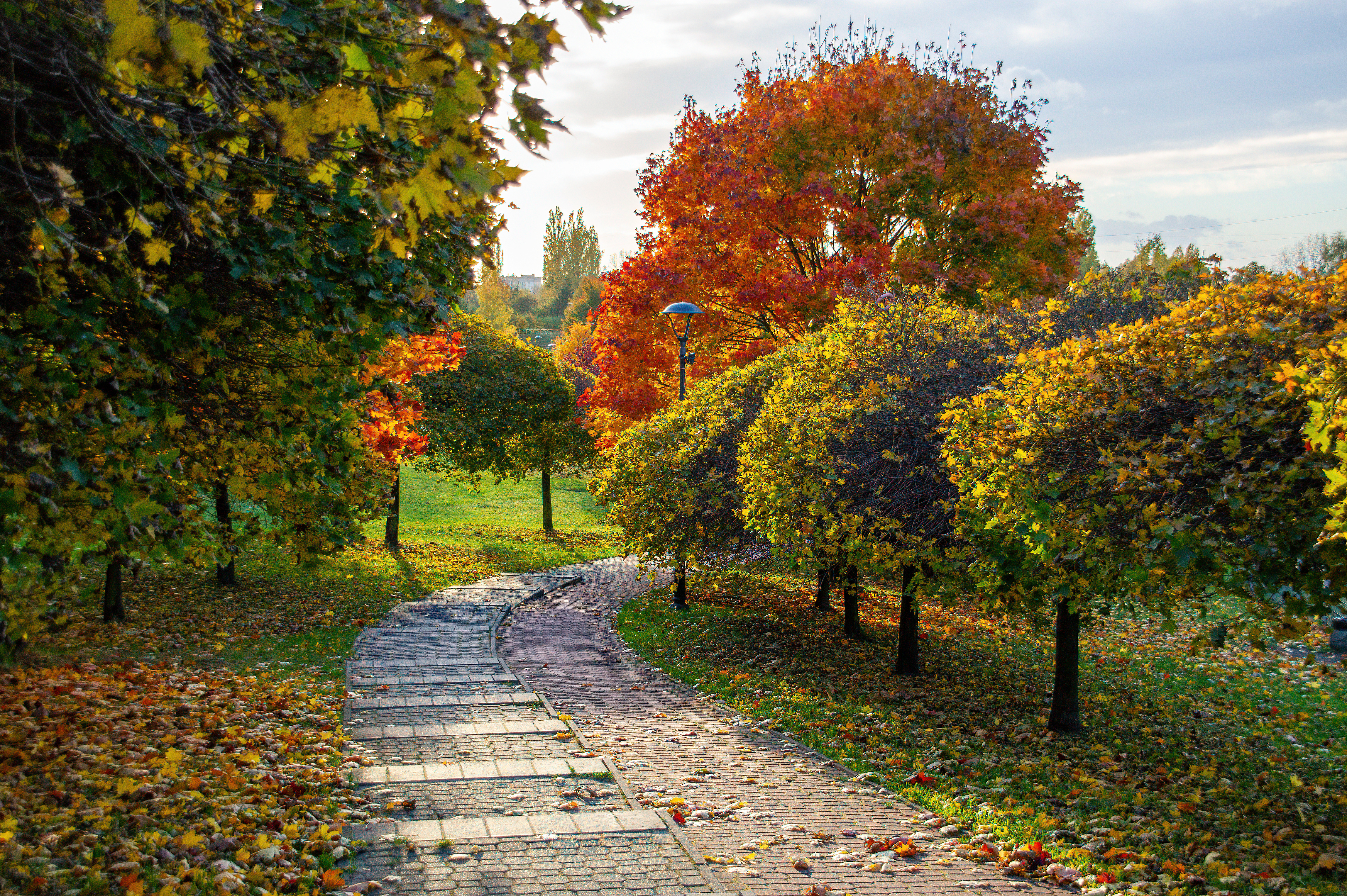
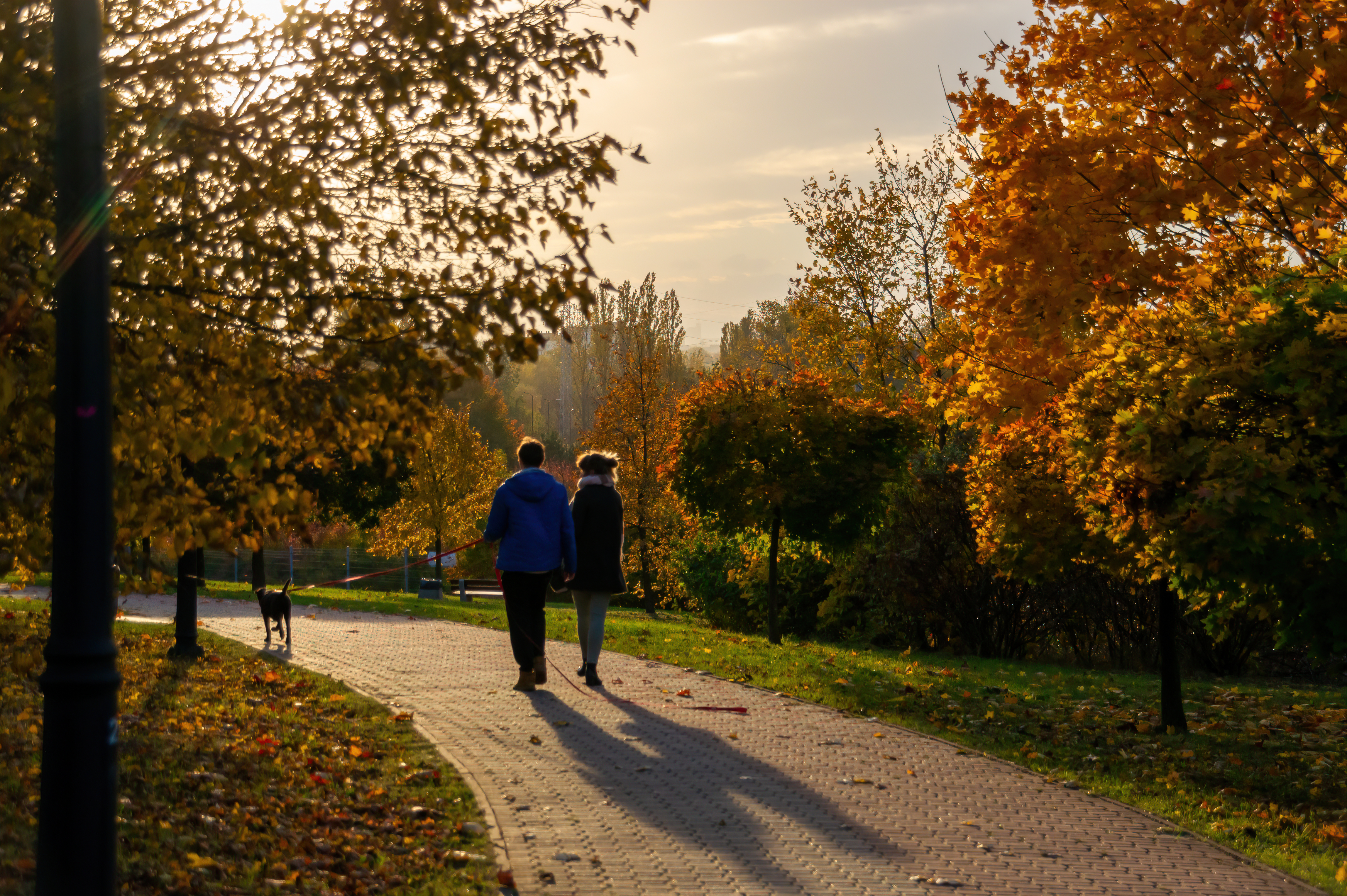
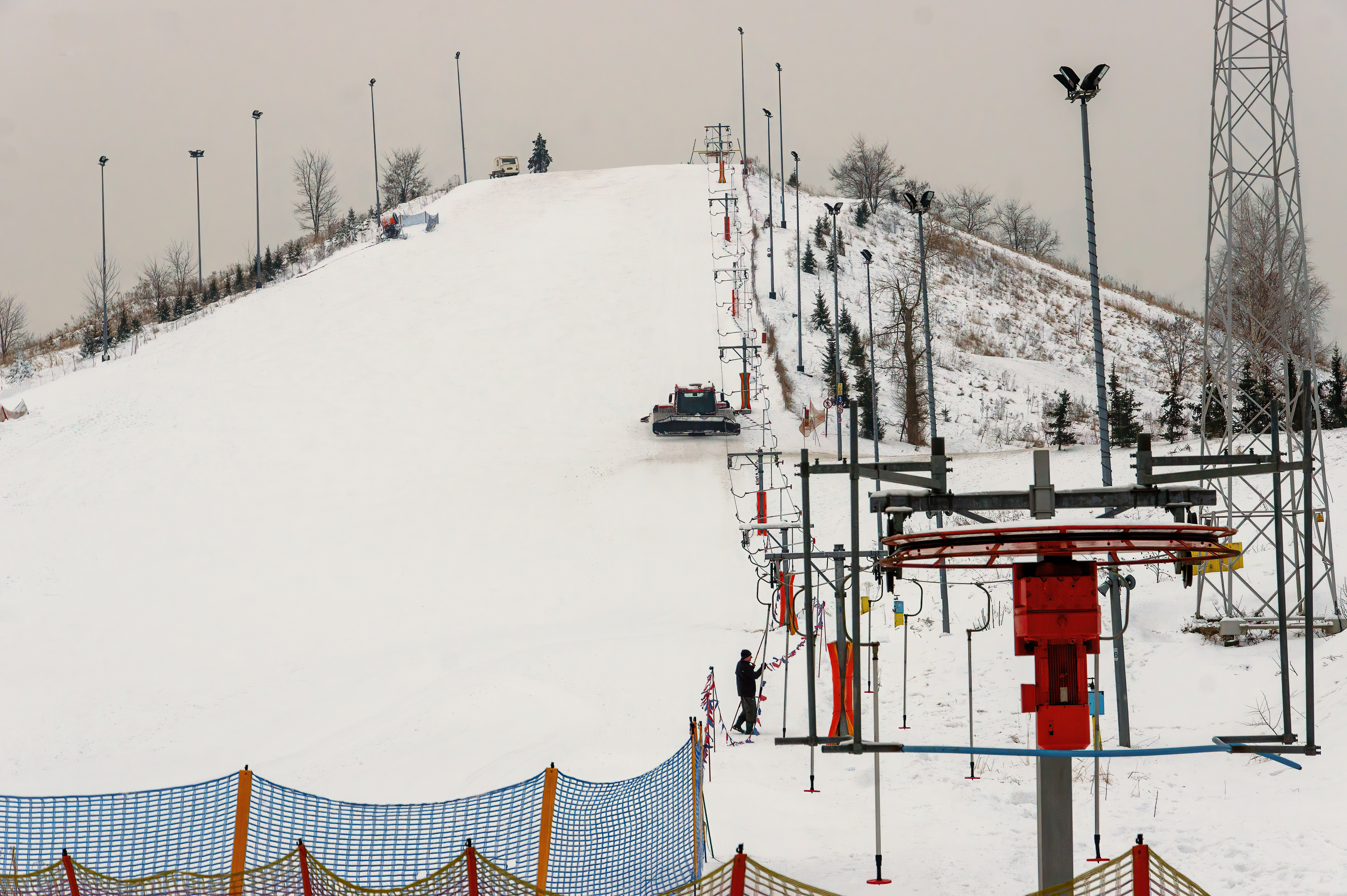
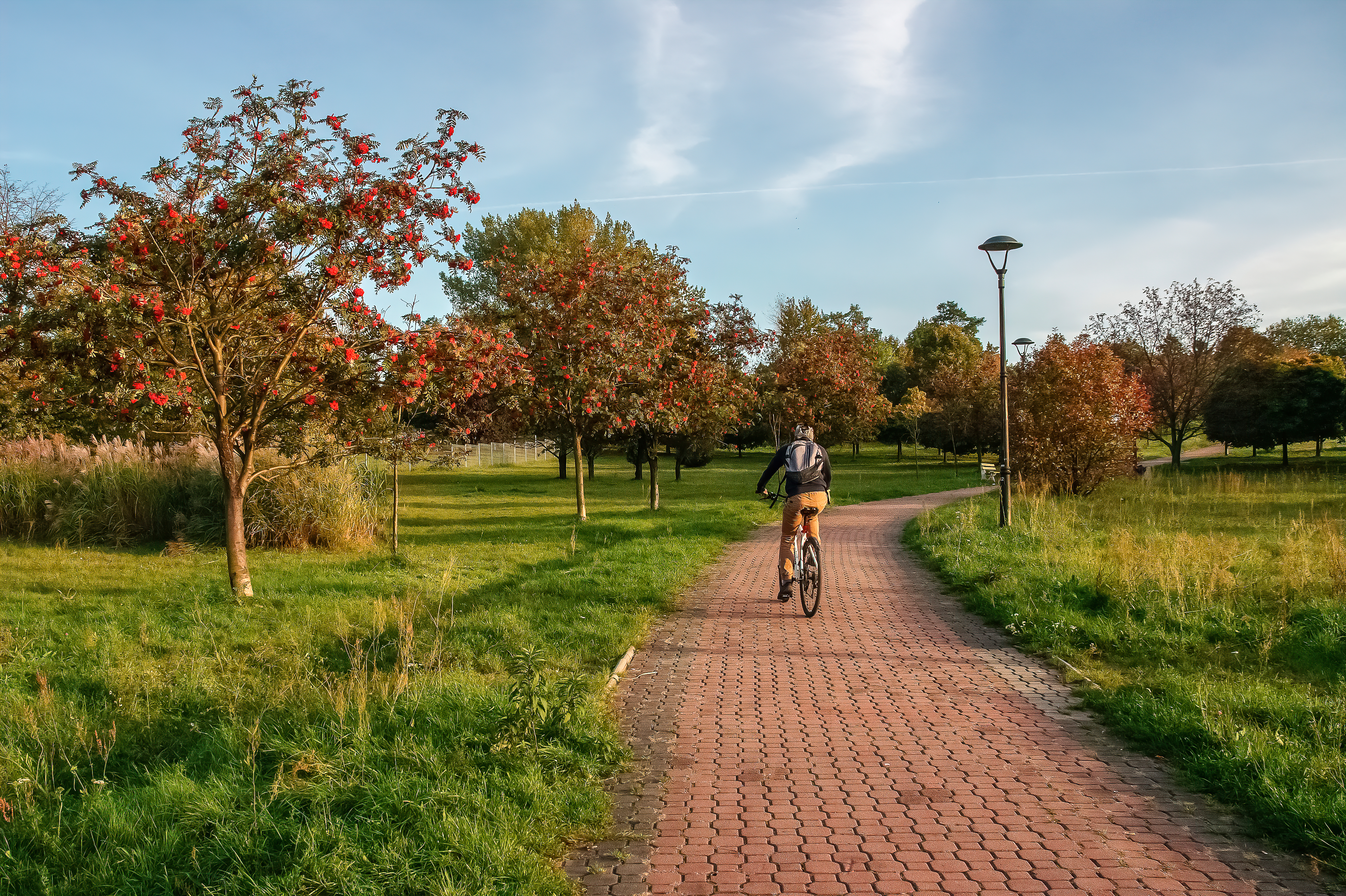

## Historia
Budowę parku jako uregulowanego obszaru zielonego rozpoczęto w 1991 roku od zagospodarowania nieużytków pozostałych po polach uprawnych zlikwidowanego PGR-u. Zasadzone wtedy drzewa stanowią obecnie podstawę parku. W późniejszym czasie uporządkowano system ścieżek, gdzie również zasadzono ciągi drzew, powstał plac zabaw dla dzieci, uregulowano i uporządkowano zbiornik wodny – staw Florek (oczko wodne), znajdujący się na terenie parku. (osuszone w 2017 roku).
Kolejną modernizacją parku była budowa sztucznego stoku narciarskiego.
Stok ma wysokość 50 m od podstawy. Do jego budowy zużyto około milion metrów sześciennych odpadów górniczych. Usypywanie i wyrównywanie stoku zakończyło się na przełomie 2002 i 2003 r.
W czerwcu 2005 r. został rozstrzygnięty przetarg na zagospodarowanie parku. W wyniku przetargu w grudniu 2005 roku powstał pierwszy wyciąg na niższej części stoku. 
W grudniu 2006 planowane otwarty został kompleks rekreacyjno-sportowego pod nazwą Sportowa Dolina 2 (wyciąg narciarski, oświetlony specjalnie przygotowany stok, zestaw armatek do naśnieżających). W 2010 stok został przejęty przez miasto i obecnie znajduje się w zarządzaniu MOSiR w Sosnowcu.
W 2008 roku przystąpiono do modernizacji ścieżek parku. W ramach modernizacji utworzono ciągi pieszo-rowerowe. Trasy rowerowe połączone są z ciągiem rowerowym przy ulicy Kombajnistów. 
Kolejne modernizacje parku to budowa infrastruktury rekreacyjno-sportowej w latach: 2012 - siłownia plenerowa, 2015 - strefa street workout oraz strefa kultury Palma Chillout, 2018 - ogród jordanowski,
W 2018 wykonana została droga rowerowa wzdłuż ulicy 3-go Maja łączące park z ciągiem rowerowym przy ul. Narutowicza i dalej do Ronda Ludwik.

## Imprezy sportowe
Obecnie w parku przeprowadzanych jest szereg imprez sportowych: zawody lekkoatletyczne - biegi, zawody kolarskie, sportowe zawody szkolne, w tym: 
- Triatlonowe: Bike Atelier Triathlon[19];
- Rowerowe: Grand Prix Sosnowca w kolarstwie górskim[6], Bike Atelier XC[20][21];
- Biegowe: Everest w Sosnowcu[22], Bieg Charytatywny na rzecz Hospicjum - Zdobądź swoje Monte Cassino[23][24], Halloween Masakrator[25], Bieg Szlakiem Papieskim na dystansie 21 km[26], Urodzinowa Szóstka na 6 km;
- Narciarskie
- Snowboardowe[27]
- Zjazd na Byle Czym

## Imprezy kulturalne
- Finał Wielkiej Orkiestry Świątecznej Pomocy[28][29]
- Miejska impreza sylwestrowa
- Letnie kino plenerowe
- Wakacyjne grilowanie[30][31]